# Judith Ivey
Judith Lee Ivey (* 4. September 1951 in El Paso, Texas) ist eine US-amerikanische Schauspielerin.

## Leben und Leistungen
Der Vater von Ivey arbeitete an einer Hochschule; ihre Mutter war Lehrerin. Ivey studierte Schauspielkunst an der Illinois State University, danach arbeitete sie am New Yorker Public Theater und am Chicagoer Goodman Theater. Für ihre Rollen in den Theaterstücken Steaming und Hurlyburly gewann sie in den Jahren 1983 und 1985 den Tony Award. Im Jahr 1992 wurde sie für ihre Rolle im Stück Park Your Car in Harvard Yard für den Tony Award nominiert.
Ihre erste Filmrolle spielte Ivey in der Fernsehkomödie The Shady Hill Kidnapping aus dem Jahr 1982. Im Fernsehdrama Was soll Dixie denn im Kloster (1983) spielte sie eine der größeren Rollen. Jeweils eine größere Rolle spielte sie an der Seite von Steve Martin und Charles Grodin in der Komödie Ein Single kommt selten allein (1984) und neben Paul Newman im Filmdrama Harry & Sohn (1984). In der Komödie Die Maulwürfe (1992) war sie in einer größeren Rolle neben Jeff Daniels und Hector Elizondo zu sehen.
Im Thriller Im Auftrag des Teufels (1997) spielte Ivey die Rolle der Mutter des Anwalts Kevin Lomax (Keanu Reeves), den vor Jahren der Teufel (Al Pacino) zeugte. Die Nebenrolle in der Fernsehkomödie What the Deaf Man Heard aus dem gleichen Jahr brachte ihr eine Nominierung für den Emmy.
Ivey war in den Jahren 1973 bis 1978 mit Ricardo Gutierrez verheiratet. Sie heiratete im Jahr 1989 in ihrer zweiten Ehe den Filmproduzenten Tim Braine, mit dem sie zwei Kinder hat.

## Filmografie (Auswahl)
- 1982: The Shady Hill Kidnapping
- 1983: Was soll Dixie denn im Kloster (Dixie: Changing Habits)
- 1984: Ein Single kommt selten allein (The Lonely Guy)
- 1984: Die Frau in Rot (The Woman in Red)
- 1984: Harry & Sohn (Harry & Son)
- 1985: Tödliche Beziehung (Compromising Positions)
- 1987: Sister, Sister
- 1988: Der letzte Outlaw (Miles from Home)
- 1990: Eine herzliche Affäre (Love Hurts)
- 1992: Die Maulwürfe (There Goes the Neighborhood)
- 1992–1993: Mann muss nicht sein (Designing Women, Fernsehserie, 22 Episoden)
- 1994–1995: The Critic (Fernsehserie)
- 1997: Washington Square
- 1997: Im Auftrag des Teufels (The Devil’s Advocate)
- 1997: Lebe lieber ungewöhnlich (A Life Less Ordinary)
- 1997: What the Deaf Man Heard
- 1998: Without Limits
- 1999: Ein halbes Dutzend Babys (Life’s Little Struggles)
- 1999: Mystery – New York: Ein Spiel um die Ehre (Mystery, Alaska)
- 2002: Stephen Kings Haus der Verdammnis (Stephen King’s Rose Red)
- 2003: What Alice Found
- 2006: Flags of Our Fathers
- 2007: Pictures of Hollis Woods
- 2012: White Collar (Fernsehserie, fünf Episoden)
- 2014: Elementary (Fernsehserie, eine Episode)
- 2022: Die Aussprache (Women Talking)